# Sigurd Ømann
Sigurd Ømann, född 16 augusti 1923 i Stokkemarke, död 10 september 1988, var en dansk jurist, kontorschef och politiker för Socialistisk Folkeparti. Han var partiledare 1968-1974 och folketingsledamot 1966-1977.
Sigurd Ømann var son till köpmannen Eskild Ømann Hansen (1898-1966) och Hansigne Petrea Hansen (1897-1960). Han växte upp i Stokkemarke på Lolland och tog studentexamen i Maribo 1941. Han studerade ekonomi på Aarhus universitet och juridik på Köpenhamns universitet och tog examen 1949. Samma år blev han anställd på Landsskatteretten och utstationerades till amtsligningsinspektoratet i Holbæk (1954-1957). Han blev sedan fullmäktig (1957), expeditionssekreterare (1966) och kontorschef (1978). Han blev advokat 1966 men utövade aldrig detta yrke.
Ømanns politiska engagemang började i Danmarks Kommunistiske Parti som han sedan lämnade 1958 för att tillsammans med bl.a. Aksel Larsen bilda Socialistisk Folkeparti (SF). Han var bl.a. ledamot i partistyrelsen. Han blev suppleant i Folketinget 1965 och 1966 och blev invald 1966. Här var han bl.a. ledamot i finansutskottet (1966-1968) och skatteutskottet. Han efterträdde Aksel Larsen som partiledare då denne drog sig tillbaka 1968. Ømanns tid som partiledare präglades av interna motsättningar mellan de mer pragmatiska och kompromissvilliga medlemmarna å ena sidan och de mer principfasta medlemmarna å andra sidan. Det var bl.a. en reaktion på SF:s samarbete med Socialdemokratiet. Detta ledde till att Ømann tvingades avgå som partiledare 1974 och han efterträddes av Gert Petersen. Han fortsatte som folketingsledamot till 1977 och var partiets gruppordförande 1976-1977. Ømann lämnade därefter partiet.